# 沃尔芬
沃尔芬（德語：Wolfen，發音：[ˈvɔlfn̩] ⓘ）是德国萨克森-安哈尔特州曾经的一个市镇，面积23.13平方千米，2017年6月30日人口为16,449人。2007年7月1日，沃尔芬与市镇比特费尔德合并为新市镇比特费尔德-沃尔芬。